# 哈洛拉 (夏威夷州)
哈洛拉（英語：Halaula）是位於美國夏威夷州夏威夷縣的一個人口普查指定地區。

## 地理
哈洛拉的座標為20°13′57″N 154°46′49″W / 20.23250°N 154.78028°W，而該地最高點為海拔高度79米（即259英尺）。

## 人口
根據2010年美國人口普查的數據，哈洛拉的面積為7.62平方千米，當中陸地面積為6.86平方千米，而水域面積為0.76平方千米。當地共有人口469人，而人口密度為每平方千米61人。